# Lu Ling
Lu Ling (xinès: 鹿铃, pinyin: Lù líng, literalment 'La campana del cervolet') és una pel·lícula d'animació xinesa del 1982, produïda per Shanghai Animation Film Studio. Dirigida per Wu Qiang i Tang Cheng, a la pel·lícula s'utilitza la tècnica xinesa d'animació de rentat de tinta, basada en la tècnica pictòrica tradicional del shuimo.

## Història
Des de l'estrena el 1960 del curtmetratge Xiao kedou zhao Mama, la tècnica d'animació amb tinta xinesa havia sigut un dels estàndards del conegut com estil nacional del cinema d'animació de la Xina. En acabant la Revolució Cultural, Shanghai Animation Film Studio va preparar un equip d'artistes novells liderats per  Wu Qiang i Tang Cheng, per tal d'adaptar una història de Sang Hu basada en un conte tradicional.
Durant la realització de la pel·lícula, Tang Cheng caigué malalta, i hagué de ser substituïda pel director de fotografia Duan Xiaoxuan.

## Trama
Un ancià i la seua néta rescaten un cérvol jove ferit, i la xiqueta i el cérvol jove desenvolupen una estreta relació. Després de la recuperació, el cérvol torna a la natura. Sentint-se trista, la xiqueta posa una campana al cérvol. Quan l'animalet desapareix a la vall de la muntanya, la campana del cérvol continua ressonant.

## Premis
- La pel·lícula va guanyar el premi a la millor animació als premis Jinji Jiang de 1983.[2]
- Va ser guardonat amb el premi a la millor obra de belles arts el 1983 pel Ministeri de Cultura de la Xina.[2]
- Va guanyar el premi especial de dibuixos animats del 13 Festival Internacional de Cinema de Moscou el 1983.[2]